# Curt Furbach
Curt Furbach (* 27. Juni 1886 in Konitz; † 8. Mai 1957 in Schleswig) war deutscher Ministerialbeamter, Manager der deutschen Porzellanindustrie und Kommunalverwaltungsbeamter.

## Leben
Nach dem Abitur am Prinz Heinrich-Gymnasium in Berlin-Schöneberg studierte Curt Furbach an den Universitäten Heidelberg, Königsberg und Berlin Rechtswissenschaften und Nationalökonomie. 1904 wurde er Mitglied des Corps Baltia Königsberg. 1907 legte er die Erste Juristische Staatsprüfung mit Auszeichnung ab und promovierte 1908 zum Dr. jur. Nach Abschluss des Studiums und des juristischen Vorbereitungsdienstes wurde er 1912 Gerichtsassessor. 1913 ließ er sich in Berlin als Rechtsanwalt nieder. Während des Ersten Weltkrieges war er bei der Zivilverwaltung des Oberbefehlshabers Ost eingesetzt, wurde dann Mitarbeiter an der Organisation der deutschen Justizverwaltung in Kongress-Polen und war zuletzt tätig als Bezirksrichter in Czenstochau, Sokolow-Wengrow und wieder Czenstochau. 1917 wurde er zum Hilfsarbeiter im Reichsamt des Innern, später im Reichswirtschaftsministerium ernannt.
Anno 1919 schied Furbach als Regierungsrat aus dem Reichsdienst aus und wurde Geschäftsführer des Arbeitgeberverbandes der deutschen feinkeramischen Industrie und des Verbandes keramischer Gewerke in Deutschland. Anschließend wurde er zum Vorstandsmitglied der Porzellanfabrik Fraureuth AG berufen und zum Reichsbevollmächtigten der Außenhandelsstelle Feinkeramik ernannt. 1923 wurde er Vorstandsmitglied der Porzellanfabriken C. M. Hutschenreuther AG und der C. Tielsch & Co. AG in Dresden. 1927 wurde ihm die Leitung der Zentralverwaltung beider Firmen übertragen.
Curt Furbach war Aufsichtsratsvorsitzender der Saxonia Dental-Verkaufsgesellschaft in Dresden, stellvertretender Aufsichtsratsvorsitzender der Altrohlauer Porzellanfabriken AG in Altrohlau bei Karlsbad und der Maschinenfabrik Kuhnert-Tribo-Werke AG in Meißen sowie Aufsichtsratsmitglied der Bank für Keramische Industrie AG in Dresden, der Keramischen Industrie-Bedarfs-AG und des Verbandes Deutscher Porzellangeschirrfabriken.
1937 versetzte ihn das Bankhaus Gebr. Arnhold, das die C.M. Hutschenreuther AG patronisierte, als Vorstand zum Arnholdschen Pensionsverein in Dresden. 1938 überführte der Gauleiter und Reichsstatthalter von Sachsen den Gebr. Arnholdschen Pensionsverein in den Konzern der Sächsischen Staatsbank und enthob Furbach seiner Stellung. 1939 erwarben Furbach und seine Ehefrau das Ziegelwerk in Schleswig, das sie 1941 aus kriegsbedingten Gründen stilllegen mussten.
Nach dem Zweiten Weltkrieg wurde er am 17. Juli 1946 zum Stadtdirektor von Schleswig gewählt.
1950 gehörte er zu den Mitstiftern des Corps Albertina Hamburg als Traditionscorps einiger Königsberger Corps.